# Groesbeek (beek)
De Groesbeek is een beek in de Nederlandse gemeente Berg en Dal en de vermoedelijke naamgever van de plaats Groesbeek.
De beek loopt van de Nederlands Hervormde kerk in het centrum van Groesbeek via De Horst naar de grens met Duitsland. In het centrum van Groesbeek loopt de beek ondergronds en komt daarbuiten omhoog. Vlak voor de grens komt de beek samen met de Leigraaf en gaat na de grens verder als Groesbecker Bach naar Kranenburg. Via de Kranenburger Bach en de Große Wasserung/het Meer zijn de Leigraaf en de Groesbeek belangrijk voor de afwatering vanaf het Groesbeeks plateau naar de Waal. De beek wordt lokaal ook Ren genoemd.